# Xã Somers, Quận Preble, Ohio
Xã Somers (tiếng Anh: Somers Township) là một xã thuộc quận Preble, tiểu bang Ohio, Hoa Kỳ. Năm 2010, dân số của xã này là 3.992 người.